# Gösta Lindqvist
Carl Gösta Lindqvist, född 30 januari 1928 i Stockholm, död 2022 var en svensk målare och grafiker. 
Lindqvist är utbildad vid Essem-skolan i Malmö och Tekniska skolan vid tidigt 1950-tal. Han företog därefter studieresor till Paris, Italien och Spanien. Han har verkat som lärare vid Målarskolan Forum 1962-1965 och medverkat vid ett flertal separat- och samlingsutställningar vid bland annat Nationalmuseum (Unga tecknare 1952, Svensk färggrafik 1953), i Malmö, Lund, Stockholm, och med Skånes konstförening, Sveriges allmänna konstförening, Konstnärernas Samarbetsorganisation. Lindqvist är representerad bland annat på Moderna museet, Regionmuseet Kristianstad, Borås konstmuseum, Helsingborgs stadsmuseum, Skissernas museum och har utfört offentliga arbeten i till exempel Vårby (Ormen Långe), affärscentrum vid Borgmästaregården och fönster i kapell i Fosie i Malmö. Som verksam på Österlen är han medlem i Östra Skånes konstnärsgille (ÖSKG) och i KRO.
Lindqvist målar i olja, akryl och äggoljetempera och har verkat som grafiker. Han målar landskap, stilleben och abstrakta bilder och alltid till klassisk musik, som står honom nära, och hans favoritinstrument fiolen återkommer gång på gång i hans måleri.